# Jon Heder
Jonathan Joseph „Jon” Heder (ur. 26 października 1977 w Fort Collins) – amerykański aktor, reżyser i scenarzysta.

## Życiorys
Urodził się w Fort Collins, w stanie Kolorado jako syn Helen (z domu Brammer) i doktora Jamesa Hedera, praktykującego lekarza. Wychowywał się w rodzinie mormonów wraz z szóstką rodzeństwa – bratem bliźniakiem Danielem, trzema innymi braćmi - starszym Dougiem oraz dwoma młodszymi Adamem i Mattem - i starszą siostrą Rachel. Od drugiego roku życia mieszkał w Salem w Oregonie, gdzie ukończył South Salem High School. Później przeniósł się do Provo w stanie Utah i rozpoczął naukę na Uniwersytecie Brighama Younga. Na początku studiował na wydziale filmowym, lecz po pewnym czasie przeniósł się na animację komputerową, gdzie uzyskał tytuł licencjata.
W międzyczasie poznał reżysera Jareda Hessa i producenta Jeremy’ego Coona. Pierwszy z nich szukał odtwórcy głównej roli do swojej krótkometrażowej komedii Peluca. Jon był dla niego idealnym kandydatem na Setha – zakręconego wyrzutka. Film zebrał wiele pozytywnych komentarzy na festiwalu Slamdance w 2003. Po dużym sukcesie Hess postanowił na podstawie swojej krótkometrażówki stworzyć pełnometrażowy film. Tak właśnie narodził się Napoleon Wybuchowiec. W rolę główną oczywiście znów wcielił się Jon Heder, który z dnia na dzień stał się postacią kultową. Nie tylko stał się rozpoznawalnym aktorem, ale jego postać dodała otuchy wszystkim odrzuconym przez rówieśników dziwakom i samotnikom.
Od tamtej pory Heder nie mógł narzekać na brak filmowych propozycji. Po pewnym czasie przeniósł się do Los Angeles. Z powodu religii swoje role dobierał bardzo skrupulatnie. Nie chciał by jego postacie piły, narkotyzowały się, uprawiały seks lub przeklinały. Wystąpił w teledysku zespołu Imagine Dragons „On Top of the World” (2013).

### Życie prywatne
23 listopada 2002 ożenił się z Kristen Bales, którą poznał na studiach. 6 kwietnia 2007 na świat przyszła ich córka – Evan Jane.
Jon uwielbia muzykę i modę lat 70. Mówi biegle po japońsku. W Japonii spędził dwa lata. Był tam na misji ze swojego kościoła – Kościoła Jezusa Chrystusa Świętych w Dniach Ostatnich, w celu szerzenia mormonizmu.

## Filmografia

### Aktor
- Reality jako Dennis
- Funky Town (2000) jako oficer Hardy
- The Wrong Brother (2000) jako człowiek na widowni
- Peluca (2003) jako Seth
- Napoleon Wybuchowiec (Napoleon Dynamite, 2004) jako Napoleon Dynamite
- Jak w niebie (Just Like Heaven, 2005) jako Darryl
- Grzanie ławy (The Benchwarmers, 2006) jako Clark
- Szkoła dla drani (School for Scoundrels, 2006) jako Roger
- Straszny dom (Monster House, 2006) jako Skull
- Przeprowadzka McAllistera (Moving McAllister, 2007) jako Orlie
- Mama's Boy  (2007) jako Jeffrey Mannus
- Ostrza chwały (Blades of Glory, 2007) jako Jimmy MacElroy
- Alive and Well (2010) jako Oliver Vale
- Pewnego razu w Rzymie  (When in Rome, 2010) jako Lance
- Dla Ellen (For Ellen, 2012) jako Fred Butler

### Głosy
- Na fali (Surf's Up, 2007) jako Kurczak Joe (głos)